# Dimorphostylis maledivensis
Dimorphostylis maledivensis är en kräftdjursart som beskrevs av Muhlenhardt- Siegel 1996. Dimorphostylis maledivensis ingår i släktet Dimorphostylis och familjen Diastylidae. Inga underarter finns listade i Catalogue of Life.